# Los Martínez, Chiapas
Los Martínez är en ort i Mexiko.   Den ligger i kommunen Sabanilla och delstaten Chiapas, i den sydöstra delen av landet, 700 km öster om huvudstaden Mexico City. Los Martínez ligger 313 meter över havet och antalet invånare är 295.
Terrängen runt Los Martínez är bergig österut, men västerut är den kuperad. Runt Los Martínez är det ganska tätbefolkat, med 111 invånare per kvadratkilometer. Närmaste större samhälle är Unión Hidalgo, 5,5 km söder om Los Martínez. I omgivningarna runt Los Martínez växer i huvudsak städsegrön lövskog.